# 境川 (別府市)
境川（さかいがわ）は、大分県別府市を流れ別府湾に注ぐ河川で、二級水系の本川である。

## 概要
別府市の中心部に広がる扇状地の形成には、主として本川と春木川とが寄与したと考えられている。本川の扇頂付近からは春木川方向に凹部が延びていることから、かつて本川は春木川方向に流下していた時期があったと考えられている。逆の見方をすれば、境川はかつての春木川の上流部を奪ったとも言える。
境川では、活火山である鶴見岳の影響や、急勾配の河川のために、たびたび土砂災害が発生していたため、1932年（昭和7年）頃から砂防工事が始められ、1943年（昭和18年）までに砂防堰堤24基、床固工39基が設置された。また、1975年（昭和50年）4月には、九州横断道路との交点の約700m上流に、当時大分県内で最大規模の砂防ダムであった境川ダムが完成している。1976年（昭和51年）には、九州で初めての砂防公園が設けられた。
1985年（昭和60年）からは、3月下旬から5月5日までの間、川の両岸の間に多数のこいのぼりが飾られて春の風物詩となっている。毎年4月に行われるべっぷ鶴見岳一気登山大会は、自動車が通る道路を一切通行せずに、海岸から鶴見岳山頂まで登る行事であるが、別府市街地ではこの川の河岸を経由する。

## 主な支流
- 板地川（大分県別府市） - 右岸

## 主な橋梁（河口から順に）
- 新境川橋（大分県別府市若草町-京町） - 国道10号
- 境橋（大分県別府市若草町-京町）
- （大分県別府市） - 日豊本線（別府大学駅-別府駅）
- 境川橋（大分県別府市石垣東一丁目-富士見町） - 大分県道645号亀川別府線
- 石垣幸橋（大分県別府市石垣東一丁目-幸町） - （通称「石垣中央通り」）
- 天満橋（大分県別府市石垣西一丁目-天満町） - （通称「鶴高通り」）
- 朝日橋（大分県別府市東荘園-上野口町） - 別府市道朝見北石垣線
- 大学橋（大分県別府市荘園-南荘園町） - 別府市道餅ケ浜中津留線
- であい橋（大分県別府市荘園-南荘園町） -
- 古戦場橋（大分県別府市荘園-南荘園町） - 大分県道218号別府山香線
- イナコスの橋（大分県別府市荘園-南立石二区）
- 西別府橋（大分県別府市扇山-南立石二区） -
- （大分県別府市扇山-堀田） - 大分自動車道（別府IC - 大分IC）
- 扇山橋（大分県別府市扇山-堀田） - 大分県道11号別府一の宮線

## 流域の観光地
- スパビーチ
- 別府温泉